# Folgosa (Maia)
Folgosa é uma freguesia portuguesa do município da Maia, com 10,30 km² de área e 3605 habitantes (censo de 2021) A sua densidade populacional é 350 hab./km².
A atual freguesia de Folgosa resulta da união, realizada por volta do século XVI, das freguesias medievais do Salvador de Felgosa e de Santa Cristina do Vale Coronado.
Foi até 2013, territorialmente, a maior freguesia do concelho da Maia, é uma das poucas freguesias territorialmente descontínuas e compõe-se por três grandes núcleos populacionais: o lugar de Santa Cristina (que está separado do corpo principal da freguesia), Vilar de Luz e lugares da zona da Igreja.
Faz fronteira a leste e sul com Alfena, a sul-sudoeste com Ermesinde, concelho de Valongo, a nordeste com Água Longa, concelho de Santo Tirso, a norte com Covelas, a norte-noroeste com Coronado, concelho da Trofa, a oeste e sudoeste com São Pedro Fins e a noroeste com Silva Escura (concelho da Maia).
As principais atividades económicas são a agricultura e a pecuária, existindo também um forte núcleo industrial.

## Demografia
A população registada nos censos foi:
| Distribuição da População por Grupos Etários | Distribuição da População por Grupos Etários | Distribuição da População por Grupos Etários | Distribuição da População por Grupos Etários | Distribuição da População por Grupos Etários |
| -------------------------------------------- | -------------------------------------------- | -------------------------------------------- | -------------------------------------------- | -------------------------------------------- |
| Ano                                          | 0-14 Anos                                    | 15-24 Anos                                   | 25-64 Anos                                   | > 65 Anos                                    |
| 2001                                         | 680                                          | 532                                          | 1987                                         | 404                                          |
| 2011                                         | 598                                          | 445                                          | 2104                                         | 557                                          |
| 2021                                         | 525                                          | 378                                          | 2013                                         | 689                                          |

## Lista de Párocos
- desde 2014 - Joaquim Domingos da Cunha Areais
- 2006 a 2014 - António Orlando Ramos dos Santos
- 2003 a 2006 - José Daniel Pereira de Lima (Diocese de Santo Amaro, São Paulo, Brasil)
- 1956 a 2003 - António Alves Roriz

## Lista de Presidentes da Junta
- desde 2017 - Vítor Manuel Sousa Ramalho
- 2005 a 2017 - Luís Cândido Ribeiro de Sousa
- 1984 a 2005 - Altino dos Santos Marques

## Principais forças vivas da freguesia
- Folgosa da Maia Futebol Clube
- Rancho Regional de São Salvador de Folgosa
- Grupos Paroquiais
- Comissões de Festas